# Аранчій Максим Олегович
Макси́м Оле́гович Аранчі́й (3 червня 1989, Харсіки, Чорнухинський район, Полтавська область — 13 квітня 2014, Довгополівка, Роменський район, Сумська область) — солдат Збройних сил України.

## Життєвий шлях
Максим Аранчій народився в селі Харсіки на Полтавщині. 2004 року закінчив 9 класів чорнухинської ЗОШ імені Г. С. Сковороди. 2007-го — Лохвицьке медичне училище. Медик, фахівець з нетрадиційних методів медицини. Пройшов строкову військову службу в Збройних Силах України. Після демобілізації працював інспектором охорони природного фонду в Національному природному парку «Пирятинський». Проживав у Пирятині.
Під час російської збройної агресії призваний до Збройних Сил України за мобілізацією 26 березня 2014 року Пирятинським РВК, проходив службу в реактивній артилерійській батареї реактивного артилерійського дивізіону 27-го реактивного артилерійського полку (в/ч А1476, Суми) на посаді «санітар-інструктор».
Помер 13 квітня 2014 року після виконання обов'язків військової служби. У ході передислокації 8-ї реактивної батареї військової частини А1476 з району бойового злагодження в район бойового призначення за маршрутом смт Гончарівське Чернігівської області — місто Ромни Сумської області, в селі Довгополівка Роменського району, водій транспортно-заряджаючої машини 9Т452 не впорався з керуванням під час руху з крутого спуску. Автомобіль з'їхав з мосту та перекинувся у водоймище. Внаслідок аварії водій Олексій Вдовенко та санінструктор батареї Максим Аранчій загинули на місці, а оператор спецтехніки зазнав тілесних ушкоджень.
Похований у рідному селі Харсіки.
Без чоловіка та батька лишились дружина й син 2009 р.н.

## Вшанування
Рішенням від 5 січня 2015 року записаний до Книги Пошани Полтавської обласної ради (посмертно).
Ім'я Максима Аранчія вписане на пам'ятнику загиблим військовослужбовцям 27-ї реактивної артилерійської бригади у місті Суми.